# 50 Dywizja Strzelecka (ZSRR)
50 Dywizja Strzelecka (ros. 50-я стрелковая дивизия) – związek taktyczny piechoty Armii Czerwonej.

## Historia
W czasie agresji na Polskę, 17 września 1939  walczyła w składzie 4 Korpusu Strzeleckiego. 
W czerwcu 1941 roku w składzie 21 Korpusu Strzeleckiego, 3 Armii Okręgu Zachodniego. Pod dow. gen. Lebiedienki. W październiku 1941 roku wzmocniła 5 Armię walczącą pod Możajskiem. W 1945 roku razem z 254 Dywizją Strzelecką i 294 Dywizją Strzelecką wchodziła w skład 73 Korpusu Strzeleckiego. W czasie walk na ziemiach polskich 50 DS dowodził płk Natan Rybak. Dywizja uczestniczyła m.in. w ofensywie Armii Czerwonej rozpoczętej 12 stycznia 1945 roku, biorąc udział w przełamaniu niemieckich fortyfikacji Stellung a2.

## Struktura organizacyjna
- 2 Pułk Strzelecki
- 49 Pułk Strzelecki
- 359 Pułk Strzelecki
- 202 Pułk Artylerii Lekkiej
- 257 Pułk Artylerii Haubic
- 480 dywizjon moździerzy (od 01.11.1941 do 20.10.1942)
- 89 dywizjon przeciwpancerny (do 15.09.1941 i od 23.12.1942)
- 6 kompania rozpoznawcza
- 68 batalion saperów
- 81 batalion łączności(81; 1443 kompania łączności)
- 614 (10) batalion medyczno-sanitarny
- 107 kompania chemiczna
- 41 (130) kompania transportowa
- 125 (273) piekarnia polowa
- 51 (219) punkt weterynaryjny
- 883 stacja poczty polowej
- 320 kasa polowa

## Dowódcy dywizji
- płk Siergiej Goriaczew (był w 1939)[1]